# Gettjärnsklätten
Gettjärnsklätten är ett naturreservat i Sunne kommun i Värmlands län.
Området är naturskyddat sedan 1976 och är 26 hektar stort. Reservatet omfattar en brant västsluttning av Gettjärnsklätten ner mot Rottnen. Reservatet består främst av lövträd som ask och lind och även alm och lönn.